# St. Bernhard (Gemeinde St. Bernhard-Frauenhofen)
St. Bernhard ist eine Ortschaft und eine Katastralgemeinde der Gemeinde St. Bernhard-Frauenhofen im Bezirk Horn in Niederösterreich und liegt an der Großen Taffa.

## Geschichte
Im Jahr 1822 wurde der Ort als Dorf mit 74 Häusern und einem Schloss genannt, das über eine Pfarre und eine Schule verfügte. Die Herrschaft St. Bernhard besaß die Ortsobrigkeit und besorgte die Konskription. Die Landgerichtsbarkeit wurde im oberen Ort von der Herrschaft Horn und im unteren Ort von der Herrschaft Wildberg ausgeübt. Die Untertanen und Grundholde des Ortes gehörten den Herrschaften St. Bernhard, Altenburg und der Pfarre Gars. Laut Adressbuch von Österreich waren im Jahr 1938 in der Ortsgemeinde St. Bernhard zwei Binder, ein Dachdecker, ein Fleischer, drei Gastwirte, zwei Gemischtwarenhändler, ein Maurermeister, ein Müller, ein Sägewerk, ein Sattler, ein Schlosser, zwei Schmiede, zwei Schneiderinnen, zwei Schuster, zwei Stechviehhändler zwei Trafikanten, ein Tapezierer, ein Tischler, ein Viehhändler, zwei Viktualienhändler, ein Wagner, ein Zuckerbäcker und mehrere Landwirte ansässig.

## Siedlungsentwicklung
Zum Jahreswechsel 1979/1980 befanden sich in der Katastralgemeinde St. Bernhard insgesamt 107 Bauflächen mit 63.696 m² und 114 Gärten auf 148.662 m², 1989/1990 gab es 127 Bauflächen. 1999/2000 war die Zahl der Bauflächen auf 218 angewachsen und 2009/2010 bestanden 197 Gebäude auf 423 Bauflächen.

## Bodennutzung
Die Katastralgemeinde ist landwirtschaftlich geprägt. 527 Hektar wurden zum Jahreswechsel 1979/1980 landwirtschaftlich genutzt und 370 Hektar waren forstwirtschaftlich geführte Waldflächen. 1999/2000 wurde auf 523 Hektar Landwirtschaft betrieben und 369 Hektar waren als forstwirtschaftlich genutzte Flächen ausgewiesen. Ende 2018 waren 488 Hektar als landwirtschaftliche Flächen genutzt und Forstwirtschaft wurde auf 372 Hektar betrieben. Die durchschnittliche Bodenklimazahl von St. Bernhard beträgt 37,3 (Stand 2010).

## Kultur und Sehenswürdigkeiten
- Stift St. Bernhard, ehemaliges Zisterzienserinnenstift
- Katholische Pfarrkirche St. Bernhard Mariä Himmelfahrt, ehemalige Klosterkirche vom Stift St. Bernhard

## Persönlichkeiten
- Johann Mathias Prücklmayer (1589–1657), Doktor der Rechte, Geheimer Rat und Hofkanzler